# Von Maltzahn

Geslachtswapen Nederlandse tak (1981)

Von Maltzahn is een oud-adellijke familie uit Pommeren waarvan een lid in 1981 werd ingelijfd in de Nederlandse adel.

## Geschiedenis
De bewezen stamreeks begint met Ludolf Moltzan, ridder, die vermeld wordt tussen 1256 en 1283. In 1765 werd de titel van Freiherr erkend en opnieuw erkend in 1875. In 1530 waren al eerder leden van het geslacht, en voorvaders van deze 'Nederlandse' tak, verheven tot baron des H.R.Rijks. Bij Koninklijk Besluit van 16 maart 1981 werd een afstammeling, mr. Dietz-Helmuth Freiherr von Maltzahn (1945), ingelijfd in de Nederlandse adel met de titel van baron op allen.

## Enkele telgen
Hans Axel Werner Freiherr von Maltzahn (1913-1949), kapitein, vermist in 1944; trouwde in 1942 met Anna Mathilda van Stockum (1914-2002), lid van de familie Van Stockum
- Mr. Dietz-Helmuth baron von Maltzahn (1945), vicerechtbankpresident, stamvader van de Nederlandse tak
- Paul Freiherr von Maltzahn (1945-2018), tweelingbroer van de voorgaande, ambassadeur van de Bondsrepubliek Duitsland